# آرا هاروتیونیان

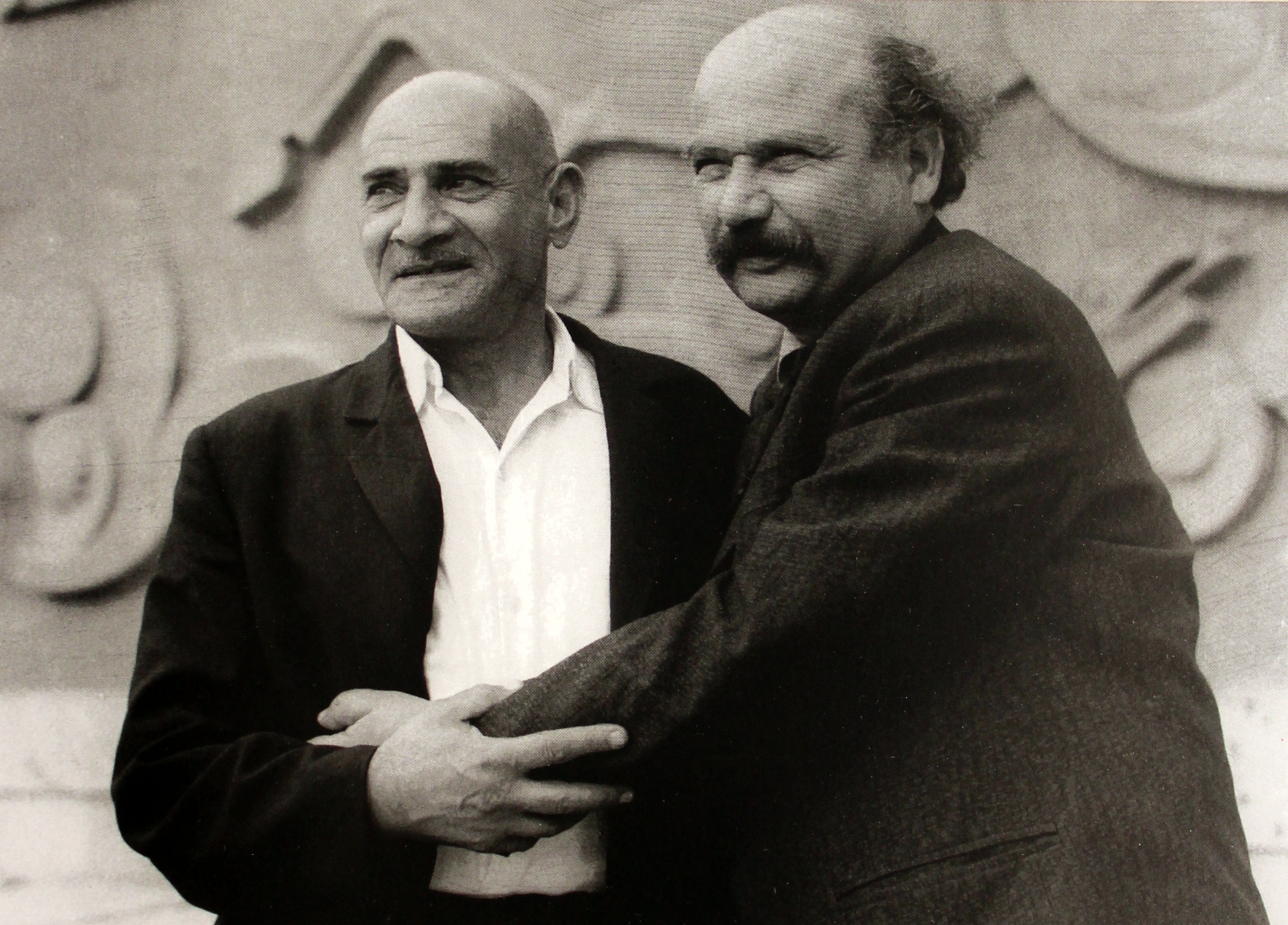

آرا آرمنی هاروتیونیان (ارمنی: Արա Արմենի Հարությունյան؛ ۲۸ مارس ۱۹۲۸ – ۲۸ فوریهٔ ۱۹۹۹) یک مجسمه‌ساز اهل ارمنستان بود.

## زندگی‌نامه
وی در ۲۸ مارس ۱۹۲۸ در ایروان به دنیا آمد و از آکادمی دولتی هنرهای زیبای ارمنستان فارغ‌التحصیل گشت. وی در ۲۸ فوریهٔ ۱۹۹۹ (۱ سپتامبر ۱۹۹۹) در سن ۷۰ سالگی در ایروان درگذشت.

## آثار
- مام ارمنستان

## چهره‌ها

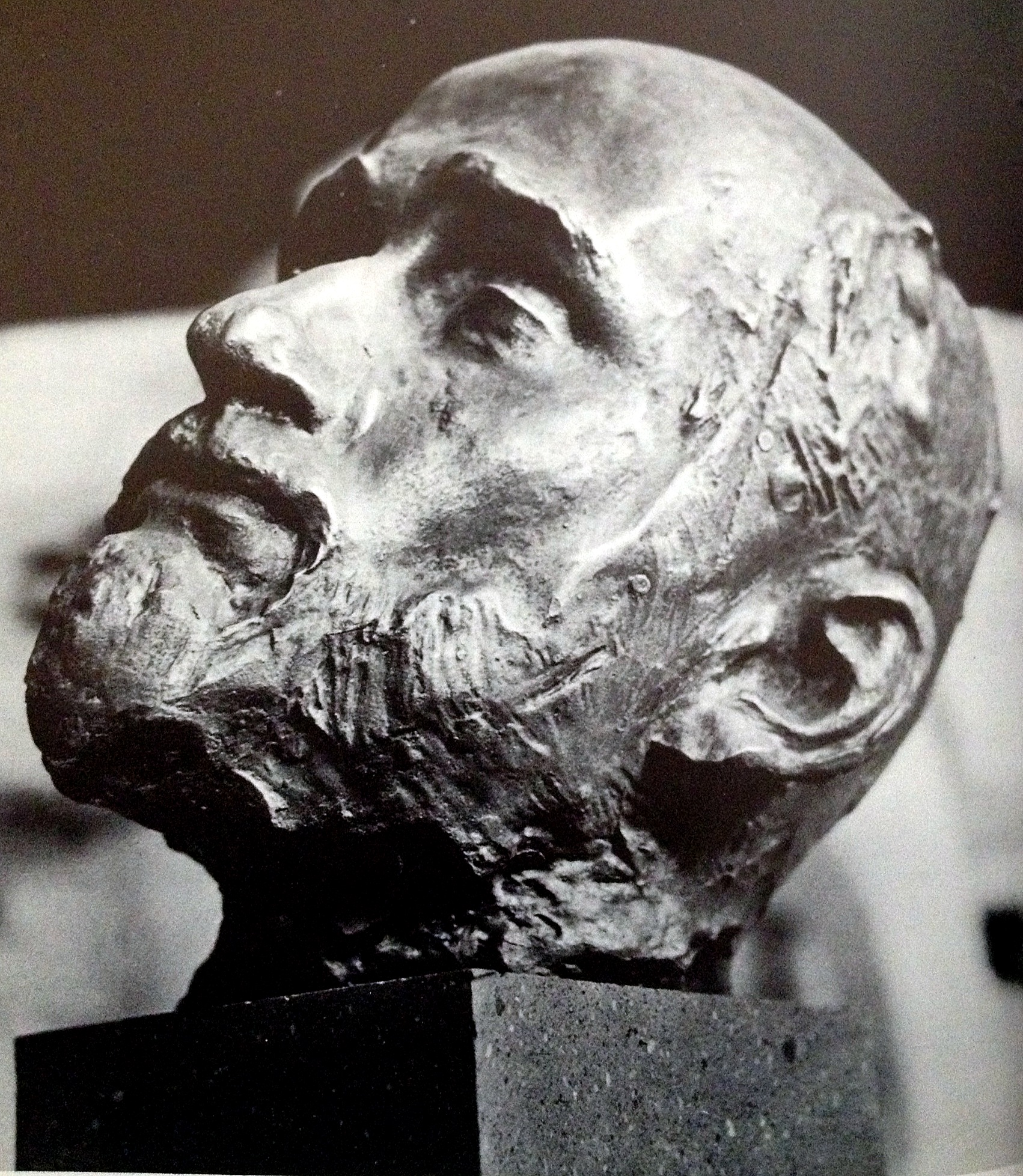
کومیتاس وارداپت
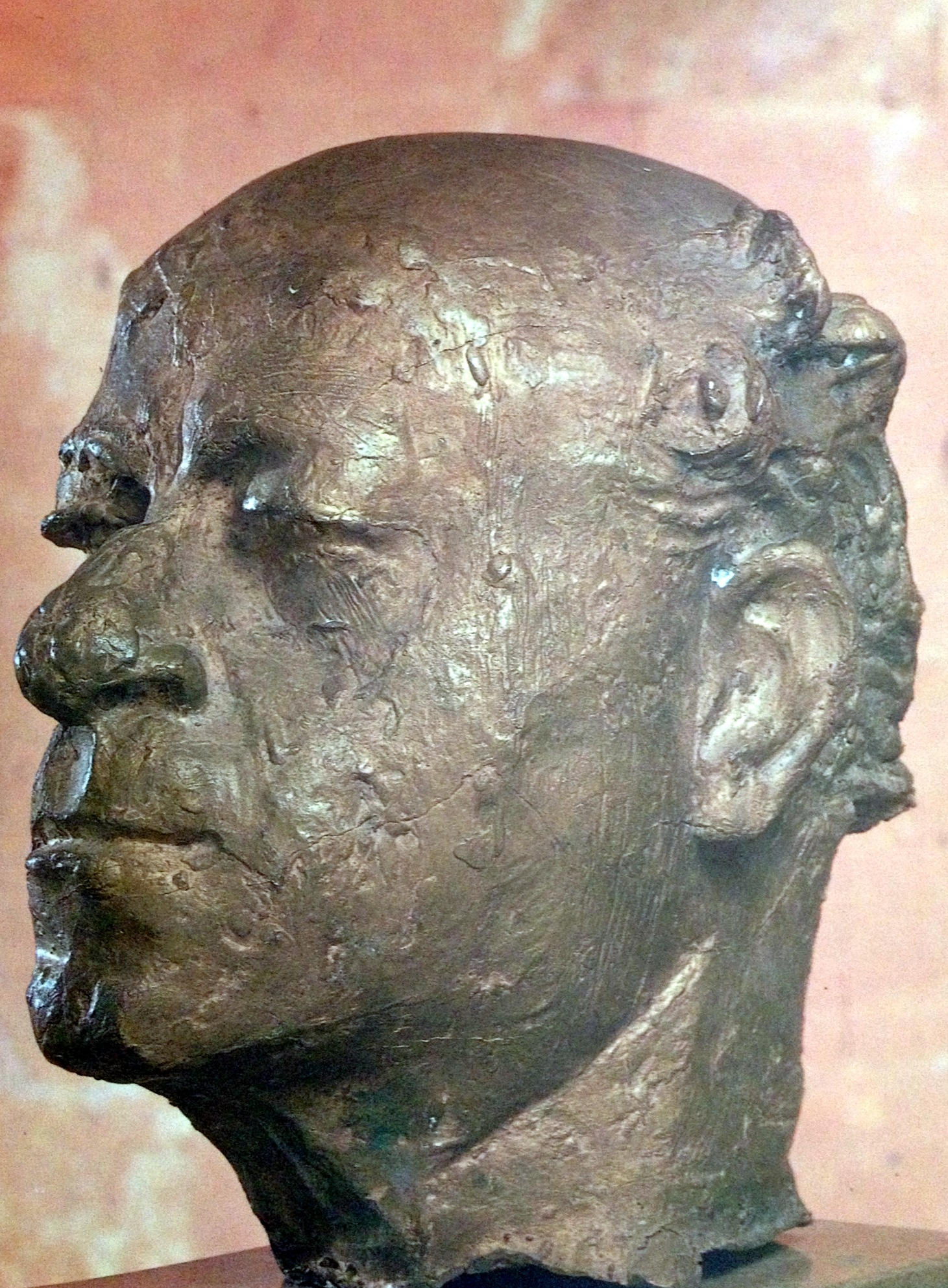
وارطان آجمیان
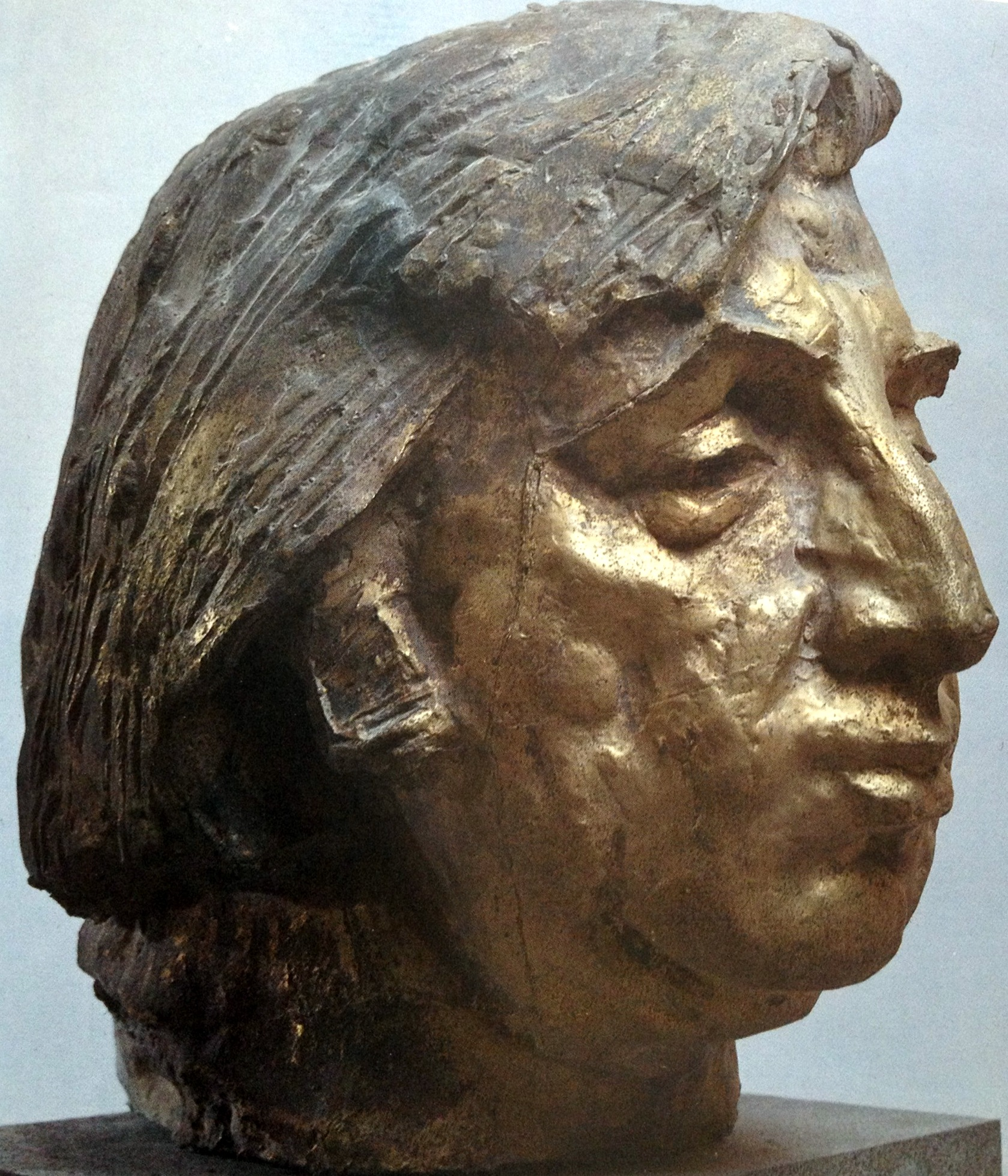
فرونزیک مکرتچیان
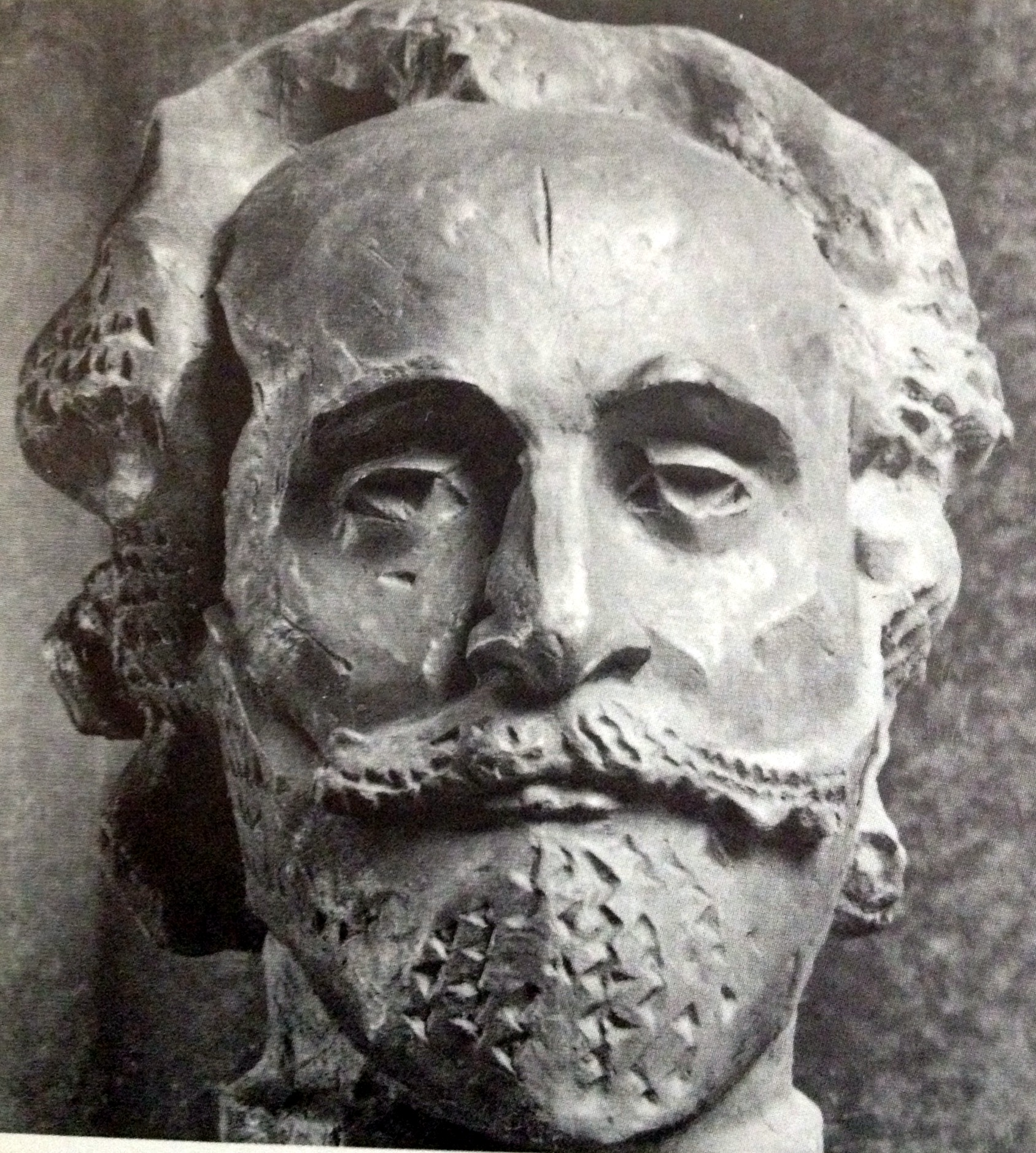
هوهانس تومانیان
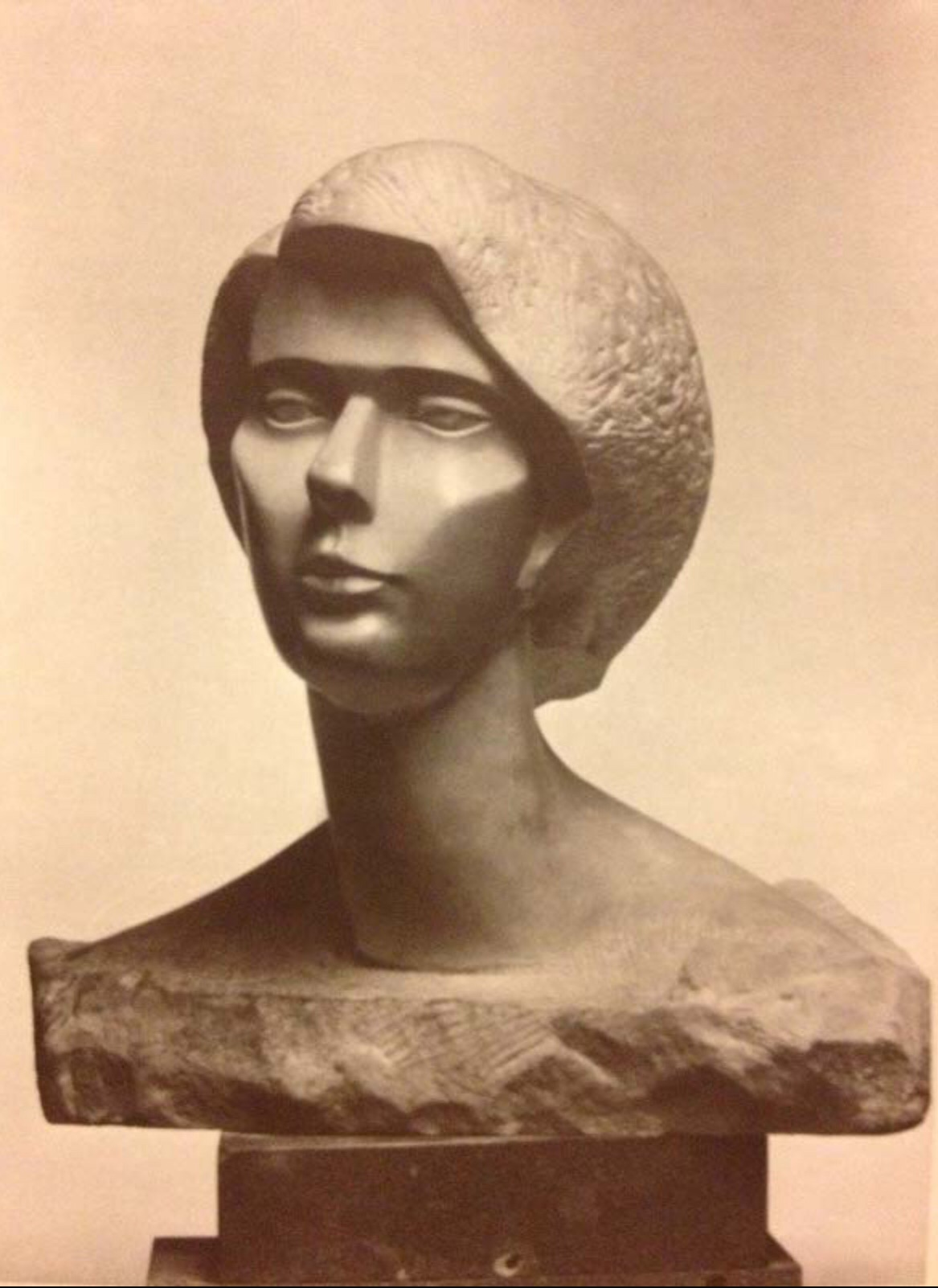
پرتره Daughter Susana's, مرمر، ۱۹۷۸, Tretyakov Gallery fund